# Minna Larsson
Minna Larsson, född Wilhelmina Dorotéa Holmqvist 16 april 1888 i Malmö, död där 13 maj 1981, var en svensk skådespelare.
Hon var från 1923 gift med skådespelaren Algot Larsson. De är gravsatta i minneslunden på S:t Pauli mellersta kyrkogård i Malmö.

## Filmografi
- 1942 – Stinsen på Lyckås
- 1945 – Sten Stensson kommer till stan
- 1950 – Pimpernel Svensson